# Памятник воинам Коктебельского десанта
«Памятник воинам Коктебельского десанта», Памятный знак в честь советских воинов-десантников — монумент в Коктебеле, посвящённый памяти участников тактического Коктебельского десанта ВМФ СССР (часть Керченско-Феодосийской десантной операции), высаженного с моря в Коктебельской бухте в ночь 29 декабря 1941 года. Коктебельский десант играл отвлекающую роль и был призван оттянуть силы врага от основного – Феодосийского.

## История
В 1958 году в Коктебеле на месте гибели краснофлотцев был установлен памятник. В 1967 году он был разрушен штормом. В 1975 году к 30-й годовщине Дня Победы в Коктебеле (в то время — Планерское) был открыт новый памятник. Автором проекта стал феодосийский скульптор Борис Лец. Памятник был установлен перед корпусом пансионата «Голубой залив», недалеко от того места, где в канун 1942 года были похоронены погибшие краснофлотцы. 

## Описание
Авторы скульптурной группы сосредоточили внимание на лицах как наиболее ярко передающих эмоции. Изображенные крупным планом на горельефах лица четырёх воинов выражают одновременно и решимость, и страх, и готовность на все ради Родины. Если долго вглядываться в эти лица, можно увидеть в них истории жизней погибших, почувствовать их непоколебимую решимость, в то же время, ощущение безысходности. Битва была проиграна, но подвиг тех, кто готов был отдать и отдал свои жизни, защищая Родину, останется в памяти людей навсегда.

Поэтесса Юлия Друнина посвятила памяти погибших стихотворение "У памятника".
Коктебель в декабре.
Нет туристов, нет гидов,
Нету дам, на жаре
Разомлевших от видов.
И закрыты ларьки,
И на складе буйки,
Только волны идут,
Как на приступ полки.
Коктебель в декабре.
Только снега мельканье,
Только трое десантников,
Вросшие в камень.
Только три моряка,
Обреченно и гордо
Смотрят в страшный декабрь
Сорок первого года.